# دلفین صاف شمالی
دلفین صاف شمالی آب‌بازی کوچک‌جثه است که در آب‌های شمالی اقیانوس آرام زندگی می‌کند. این دلفین یکی از دو عضو خانواده صاف‌دلفین‌ها است که عضو دیگر آن در آب‌های سرد نیمکره جنوبی زندگی می‌کند. نام صاف‌دلفین (Lissodelphis) برگرفته از واژه یونانی (lisso) به معنای صاف و (delphis) به معنای دلفین، است. پسوند (borealis) نمایشگر گسترهٔ شمالی این جانور است. دیگر نام‌های معمول این گونه عبارت اند از نهنگ گرازماهی صاف شمالی، گرازماهی افعی و گرازماهی صاف آرام.

## توصیف ظاهری
فرم بدن دلفین صاف شمالی به گونه‌ای است که دارای کمترین مقاومت درون آب است. این دلفین دارای سری شیبدار است و از دیگر گونه‌های دلفین بدنی باریکتر دارد. بر پشت منحنی‌گونه این دلفین هیچ باله‌ای وجود ندارد. پوزه کوتاه و مشخص است با خط لب صاف و سفیدی آشکاری بر گونه. باله‌های کناری کوچک، انحنادار و باریک‌اند. رنگ بدن اغلب سیاه است اما بخش‌های زیرین بدن سفید یا رنگ‌های روشن تر. دم مثلثی شکل است. دلفین‌های صاف شمالی بخش سفید کوچکتری نسبت به همنوعان جنوبی خود دارند.
دلفین‌های بالغ وزنی میان ۶۰ تا ۱۰۰ کیلوگرم دارند. طولشان نیز در حدود ۲ متر می‌شود؛ با بیشینه طول در نرها با ۳٫۱ متر و بیشینه طول ماده‌ها با ۲٬۲ تا ۲٬۶ متر. به جز تفاوت در طول، دو جنس در ظاهر و رنگ همانند همدیگرند. بچه‌های تازه به دنیا آمده دارای طولی برابر ۹۰ سانتی‌متر هستند. آن‌ها ۷۴ تا ۱۰۸ دندان ریز و تیز دارند که به آشکار دیده نمی‌شوند.

## رفتار
دلفین‌های صاف شمالی را می‌توان در گروه‌هایی تا ۲۰۰۰ عضو نیز یافت. میانگین تعداد اعضای گروه‌ها در شرق اقیانوس آرام ۱۱۰ و در غرب آن ۲۰۰ است. آن‌ها اغلب با دلفین‌های پهلوسفید آرام معاشرت می‌کنند.
این دلفین‌ها می‌توانند با سرعت ۴۰-۳۰ کیلومتر بر ساعت شنا کنند و به اعماق تا ۲۰۰ متر در اقیانوس به دنبال فانوس ماهی و ماهی مرکب بروند. آن‌ها را می‌توان در آب‌های معتدل و سرد (۲۴ تا ۸ درجه سلسیوس) در عرض‌های جغرافیایی °۵۱ تا °۳۱ شمالی، از کرانه غربی آمریکای شمالی تا آسیا، یافت.

## وضعیت بقا
شکار این جانور به منظور تغذیه از گوشت آن توسط صنعت شکار نهنگ، در قرن هجدهم میلادی گزارش شده‌است. گزارش‌هایی از اواخر قرن بیستم نشان می‌دهند که جمعیت بزرگی از این دلفین‌ها در آن سال‌ها در تورهای عظیم ماهیگیری، که به منظور شکار ماهی مرکب در دریاها انداخته می‌شدند، گرفتار شدند؛ چیزی که باعث کم شدن جمعیت آن‌ها به یک تا سه چهارم جمعیت پیشینشان شد. جمعیت کنونی این جانوران اکنون مشخص نیست؛ با این حال اتحادیه بین‌المللی حفاظت از محیط زیست وضعیت آن‌ها را در حالت حداقل نگرانی طبقه‌بندی کرده‌است.

## یادداشت
1. ↑  Odontoceti
2. ↑  Delphinidae
3. ↑  Lissodelphis